# Apatura radiolata
Apatura radiolata är en fjärilsart som beskrevs av Cabeau 1910. Apatura radiolata ingår i släktet Apatura och familjen praktfjärilar. Inga underarter finns listade i Catalogue of Life.